# 23131 Debenedictis
2000 AS128 (asteroide 23131) é um asteroide da cintura principal. Possui uma excentricidade de 0.17001640 e uma inclinação de 2.19732º.
Este asteroide foi descoberto no dia 5 de janeiro de 2000 por LINEAR em Socorro.